# Colobopsis schmitzi

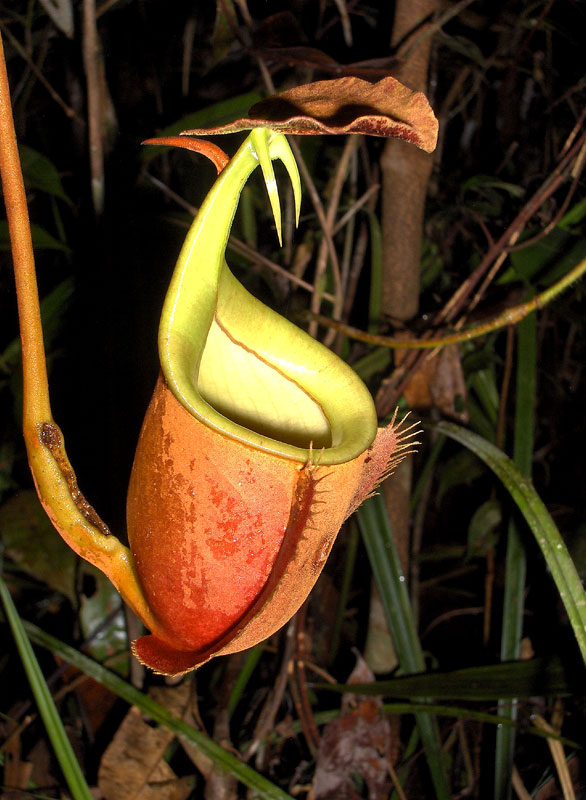
Кувшинчик Nepenthes bicalcarata.

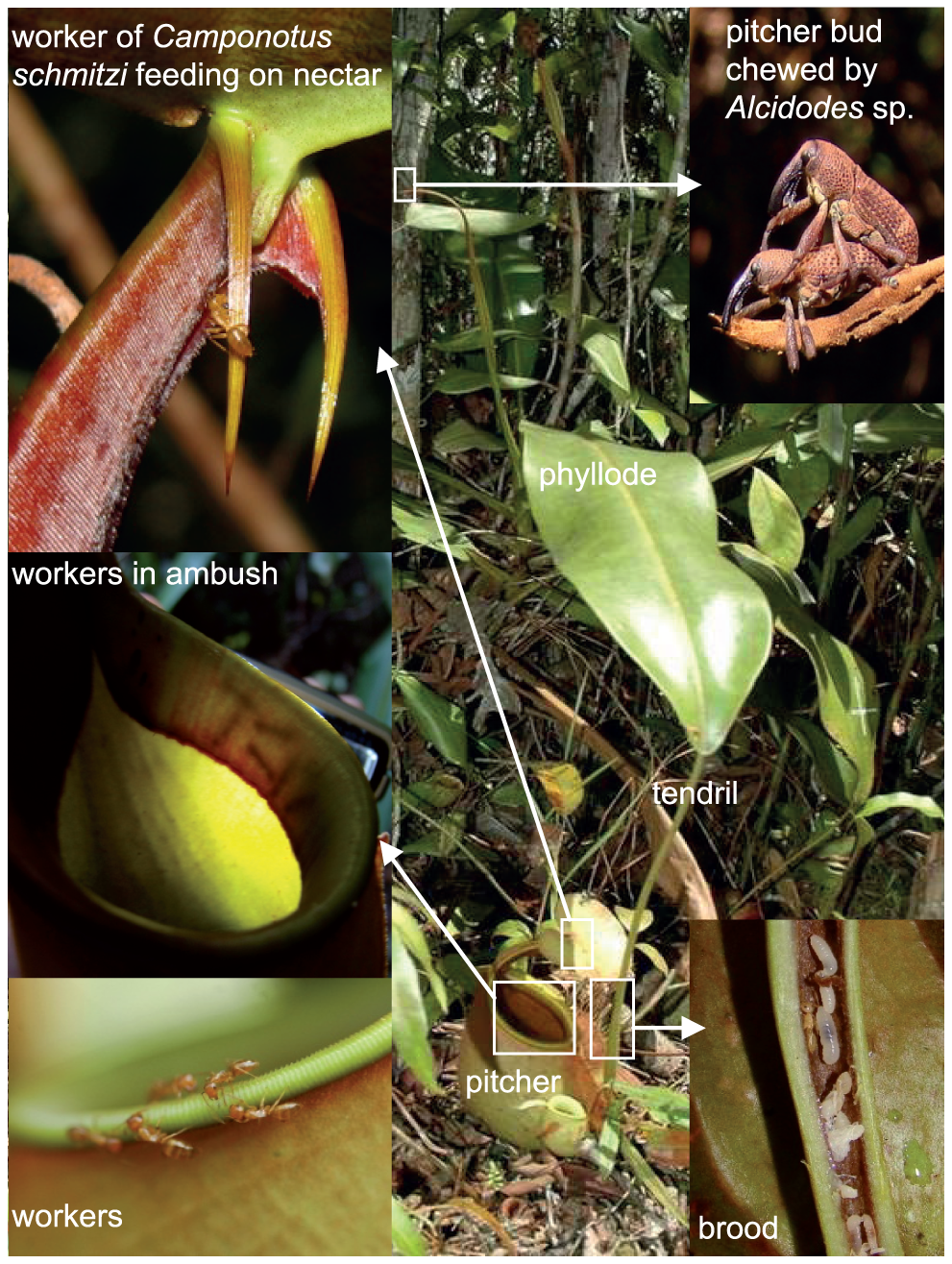
Nepenthes bicalcarata и муравьи Camponotus schmitzi.

Colobopsis schmitzi (syn. Camponotus schmitzi) (лат.) — вид муравьёв-древоточцев рода Colobopsis из подсемейства формицины; эндемик острова Калимантан (Юго-Восточная Азия). Муравьи этого вида живут на хищных растениях рода непентес, с которыми находятся в мутуалистической ассоциации; способны к плаванию в фитотельматах кувшинчиков непентеса для поиска в них корма.

## Распространение
Юго-Восточная Азия. Colobopsis schmitzi встречается на острове Калимантан и только в ассоциации с растениями вида Nepenthes bicalcarata (Nepenthaceae).

## Описание
Мелкие и среднего размера муравьи коричневого цвета (от желтовато-коричневого до красновато-оранжевого; голова и брюшко темнее). Каста рабочих отличается полиморфизмом, есть мелкие (4—5 мм) и средние рабочие (6,5 мм) и крупные солдаты. Крылатые самки имеют длину 8 мм. Усики длинные, у самок и рабочих 12-члениковые. Жвалы рабочих с пятью зубцами. Нижнечелюстные щупики 6-члениковые, нижнегубные щупики состоят из 4 сегментов. Заднегрудка сзади выступающая, но без шипиков. Голени средних и задних ног с одной апикальной шпорой. Стебелёк между грудкой и брюшком состоит из одного сегмента (петиоль).

## Мирмекотрофный мутуализм
Муравьи делают свои гнёзда в полых усиках-стебельках кувшинчиков Nepenthes bicalcarata (Nepenthaceae) и ныряют в их пищеварительную жидкость за отловом попавших туда насекомых. Это уникальное взаимодействие растений и муравьёв впервые было замечено ботаником Фредериком Уильмом Бербиджем в 1880 году. В 1904 году итальянский натуралист Одоардо Беккари (Odoardo Beccari, 1843—1920) предположил, что муравьи питаются насекомыми, которых они находят на этих растениях, но могут и сами стать их жертвой. В 1990 году Б. Холлдоблер и Э. Уилсон предположили, что N. bicalcarata и C. schmitzi формируют взаимовыгодную мутуалистическую ассоциацию. Однако, в то время это была лишь гипотеза, не подтверждённая экспериментально. Серия наблюдений и экспериментов была проведена в Брунее австралийским экологом и ботаником Чарльзом Кларком в 1992 и 1998 годах и Кларком и Р. Китчингом (R. L. Kitching) в 1993 и 1995 гг, что в значительной степени подтвердило мутуалистическую природу их взаимоотношений.
Муравьи предпочитают заселять верхние кувшинчики, игнорируя низкорасположенные. Это связано с заливанием последних во время сильных ливневых дождей в тропиках, что может привести к гибели муравьиного потомства (яиц, личинок и куколок), расположенного в ходах и гнездовых камерах в этих местах.
Растения, населённые C. schmitzi производят больше крупных листьев и содержат больше азота, чем незанятые муравьями растения. Муравьи питаются нектаром, выделяемым зубчиками по краям кувшинчика и насекомыми, попавшимися в него. Муравьи испражняют свои фекалии прямо в кувшинчик, внося свой вклад в азотистое питание растения (мирмекотрофия), растущего на бедных болотистых почвах. При этом муравьи демонстрируют особые плавательные способности, ныряя и всплывая с добычей из кувшинчика непентеса. Тем самым спасают его от процессов гниения.
Полевые наблюдения показали, что муравьи C. schmitzi регулярно очищают скользкий край кувшинчика (перистома), который является основной поверхностью, ответственной за захват добычи. Доказано, что такое поведение повышает эффективность захвата добычи хищным растением и помогает поддерживать его в течение всего жизненного срока кувшинчика. Проведённые экспериментальные тесты на колонизированных и свободных от муравьёв старых кувшинчиках показали на 45 % более высокую эффективность захвата в кувшинчиках, населённых C. schmitzi. Края старых кувшинчиков без муравьёв были сильно загрязнены грибными гифами и другими частицами. Экспериментальное загрязнение чистых краёв кувшина крахмалом также сильно снижало эффективность улавливания. В то же время они быстро очищались муравьями, и эффективность улавливания возвращалась к предыдущему уровню в течение приблизительно 1 недели. В кувшинчиках, свободных от муравьёв, очистки его краёв и восстановления эффективности улова не наблюдалось. Таким образом, чистящее поведение, характерное для многих муравьёв, приобрело новую функцию в этой ассоциации муравьёв и растений, что привело к появлению нового типа мирмекотрофного мутуалистического взаимодействия.
По другой гипотезе муравьи как хищники спасают растение от фитофагов, например, таких, как жуки-долгоносики рода Alcidodes sp. (Curculionidae), которые питаются и разрушают кувшинчики непентеса.
Активная охота и плавание муравьёв в кувшинчиках непентеса заснята на видео:
- Плавание и охота муравьёв в кувшинчиках
- Охота на личинку мухи-пчеловидки (Eristalis)

## Систематика и этимология
C. schmitzi сходен с видом Colobopsis ceylonicus, но слегка крупнее; относится к роду Colobopsis (ранее подрод в составе рода Camponotus, триба Camponotini, подсемейство Formicinae). Впервые их собрал ботаник Ян Шуитмейкер (Jan Pieter Schuitemaker), а описал в 1933 году голландский психиатр и энтомолог
Август Штерке (August Stärcke; 1880—1954) под первоначальным названием Camponotus (Colobopsis) schmitzi Stärcke, 1933. Видовое название дано в честь немецкого энтомолога Германа Шмитца (Hermann Schmitz; 1878—1960). В 2016 году включён в отдельный род Colobopsis (по: Ward et al., 2016).